# Mario Ardissone
Mario Ardissone (Vercelli, 9 ottobre 1900 – Vercelli, 15 settembre 1975) è stato un calciatore italiano, di ruolo centrocampista.

## Carriera

### Club
La Pro Belvedere di Vercelli, fondata nel 1912, lo ricorda come un giocatore del proprio vivaio.
Militò nella Pro Vercelli per sedici stagioni consecutive. Nella formazione riportata da qualche giornale dell'epoca della Pro Vercelli che schierò la 4ª squadra contro l'Internazionale nello spareggio del campionato 1909-10 non appare il suo nome, ma secondo qualche testimonianza (in contraddizione con il fatto che era del vivaio della Pro Belvedere 1912) Ardissone era presente. Probabilmente tutto nasce dal fatto che Aebi, giocatore nerazzurro di quella partita dice: " C'erano in quella squadra di giovanissimi, alcuni giocatori che in seguito avrebbero fatto molto parlare di sè, come Ardissone e Rampini II " (da "3000 goals - I 53 anni dell'Internazionale - Edizioni Il Triangolo, 1960").  Nella stagione 1923-1924 fu il sesto miglior cannoniere del gruppo B della Divisione Nord del campionato.
Nel 1928, dal 23 luglio al 13 settembre partecipa con la squadra del Brescia alla tournée in terra americana, disputando sette incontri e realizzando una rete..

### Nazionale
Debuttò in Italia il 20 gennaio 1924 nella sconfitta a Genova degli Azzurri contro l'Austria per 0-4, disputando la seconda ed ultima gara il 6 aprile 1924 nella sconfitta della Nazionale italiana a Budapest contro l'Ungheria per 1-7. Partecipò alle Olimpiadi estive del 1924.

## Morte
Morì a 74 anni dopo una lunga malattia.

## Statistiche

### Cronologia presenze e reti in Nazionale
| Cronologia completa delle presenze e delle reti in nazionale ― Italia | Cronologia completa delle presenze e delle reti in nazionale ― Italia | Cronologia completa delle presenze e delle reti in nazionale ― Italia | Cronologia completa delle presenze e delle reti in nazionale ― Italia | Cronologia completa delle presenze e delle reti in nazionale ― Italia | Cronologia completa delle presenze e delle reti in nazionale ― Italia | Cronologia completa delle presenze e delle reti in nazionale ― Italia | Cronologia completa delle presenze e delle reti in nazionale ― Italia |
| Data                                                                  | Città                                                                 | In casa                                                               | Risultato                                                             | Ospiti                                                                | Competizione                                                          | Reti                                                                  | Note                                                                  |
| --------------------------------------------------------------------- | --------------------------------------------------------------------- | --------------------------------------------------------------------- | --------------------------------------------------------------------- | --------------------------------------------------------------------- | --------------------------------------------------------------------- | --------------------------------------------------------------------- | --------------------------------------------------------------------- |
| 20-01-1924                                                            | Genova                                                                | Italia                                                                | 0 – 1                                                                 | Austria                                                               | Amichevole                                                            | -                                                                     |                                                                       |
| 6-04-1924                                                             | Budapest                                                              | Ungheria                                                              | 7 – 1                                                                 | Italia                                                                | Amichevole                                                            | -                                                                     |                                                                       |
| Totale                                                                |                                                                       | Presenze                                                              | 2                                                                     |                                                                       | Reti                                                                  | 0                                                                     |                                                                       |

## Palmarès

### Club

#### Competizioni nazionali
- Campionato italiano: 2

Pro Vercelli: 1920-1921, 1921-1922